# Donje Kusonje
Donje Kusonje falu Horvátországban Verőce-Drávamente megyében. Közigazgatásilag Atyinához tartozik.

## Fekvése
Verőcétől légvonalban 22, közúton 44 km-re délkeletre, községközpontjától légvonalban 10, közúton 17 km-re északra, a Papuk-hegység területén, a Csagyavica-patak völgyében, a Szalatnokról Daruvárra menő főút mentén fekszik.

## Története
A település valószínűleg a török hódoltság idején keletkezett Boszniából érkezett pravoszláv vlachok betelepítésével. Szlavónia településeinek 1698-as összeírásában „pagus Kuszonye” néven 12 portával szerepel.
Az első katonai felmérés térképén „Dorf Dolni Kusonie” néven találjuk. Lipszky János 1808-ban Budán kiadott repertóriumában „Kuszonye Dolnye” néven szerepel. Nagy Lajos 1829-ben kiadott művében „Kuszonye (Alsó)” néven 39 házzal, 231 katolikus vallású lakossal szerepel.
1857-ben 206, 1910-ben 282 lakosa volt. 1910-ben a népszámlálás adatai szerint lakosságának 61%-a szerb, 21%-a horvát, 10%-a német, 5%-a magyar anyanyelvű volt. Verőce vármegye Szalatnoki járásának része volt. Az első világháború után 1918-ban az új szerb-horvát-szlovén állam, majd később (1929-ben) Jugoszlávia része lett. 1991-ben a falu 97 főnyi lakosságának 92%-a szerb, 8%-a horvát nemzetiségű volt. A délszláv háború idején többségben szerbek lakta település 1991 októberének elején már szerb ellenőrzés alatt volt. A horvát hadsereg 136. slatinai dandárja az Orkan-91 hadművelet során 1991. december 10-én foglalta vissza. A szerb lakosság a harcok elől elmenekült. A falunak 2011-ben mindössze 5 lakosa volt. A házak nagy része még ma is elhagyatottan, részben romosan áll.

## Lakossága
| Lakosság változása | Lakosság változása | Lakosság változása | Lakosság változása | Lakosság változása | Lakosság változása | Lakosság változása | Lakosság változása | Lakosság változása | Lakosság változása | Lakosság változása | Lakosság változása | Lakosság változása | Lakosság változása | Lakosság változása | Lakosság változása |
| ------------------ | ------------------ | ------------------ | ------------------ | ------------------ | ------------------ | ------------------ | ------------------ | ------------------ | ------------------ | ------------------ | ------------------ | ------------------ | ------------------ | ------------------ | ------------------ |
| 1857               | 1869               | 1880               | 1890               | 1900               | 1910               | 1921               | 1931               | 1948               | 1953               | 1961               | 1971               | 1981               | 1991               | 2001               | 2011               |
| 206                | 175                | 176                | 211                | 213                | 282                | 258                | 274                | 215                | 218                | 168                | 123                | 130                | 97                 | 4                  | 5                  |

## Nevezetességei
Urunk Színeváltozása tiszteletére szentelt pravoszláv harangtornya az első világháború után épült. Ma nagyon rossz állapotban van.